# Cilloruelo
Cilloruelo es una localidad del municipio de Encinas de Abajo, en la comarca de Las Villas, provincia de Salamanca, comunidad autónoma de Castilla y León, España. 

## Historia
La fundación de Cilloruelo se remonta a la repoblación efectuada por los reyes de León en la Edad Media, denominándose entonces Celleruelo, quedando integrado en dicha época en el cuarto de Villoria de la jurisdicción de Salamanca, dentro del Reino de León. En 1952 se produjo una nueva repoblación del lugar, efectuada por el Instituto Nacional de Colonización.

## Demografía
En 2021 Cilloruelo contaba con una población de 130 habitantes, de los cuales 69 eran hombres y 61 eran mujeres. (INE 2021).
| Gráfica de evolución demográfica de Cilloruelo entre 2000 y 2021                         |
|                                                                                          |
| Fuente: Instituto Nacional de Estadística de España - Elaboración gráfica por Wikipedia. |

## Cultura

### Cilloruelo Rock
Durante varios años, y con punto inicial en 2005, se celebró en la localidad un festival de rock al que acudían numerosas personas de Salamanca y otras provincias. No obstante, este tuvo su última edición en 2012, no habiendo vuelto a realizarse ninguna edición desde entonces.